# Тарновский, Николай Николаевич
Николай Николаевич Тарновский (укр. Микола Миколайович Тарновський; 1 января 1895, с. Коцюбинцы — 20 июня 1984, Киев) — американо-советский украинский поэт, общественный деятель.

## Биография
Родился в 1895 году в селе Коцюбинцы, в то время в Австро-Венгерской империи, в семье крестьянина-батрака, окончил сельскую школу.
В 1910 в поисках заработка уехал в США. Работал на заводах и фабриках в Нью-Йорке и Детройте.
Участвовал в социалистическом движении, деятелем рабочей печати. С 1919 года — член Коммунистической партии США.
С 1924 года — активный участник Лиги американских украинцев, редактор её органа — газеты «Українські вісті».
Писать стихи начал в 1914 году, в 1918 году в Нью-Йорке издан первый сборник стихов «Патриоты» — памфлет против украинских националистов, затем вышли сборники стихов «Дорогой жизни» (1921), «В коридорах вечности» (1926), «Поэму про Гарри Симса» (1932), разоблачающие лицемерие буржуазной демократии, посвящённые тяжёлой жизни трудящихся в США, в частности украинской трудовой эмиграции.
В годы Второй мировой войны работал в Комитете американских славян редактором украинской радиопрограммы Нью-Йорка.
В период «маккартизма» в США за свою деятельность подвергался преследованиям, тюремному заключению, надзору полиции.
В 1955—1959 годах — председатель Лиги американских украинцев.
В 1959 году вернулся на родину, в СССР, принял советское гражданство, в том же году принят в Союз писателей СССР.
В СССР вышли несколько сборников его стихов, стихотворный роман «Эмигранты» (1958).
Работал заместителем председателя Общества культурных связей с украинцами за рубежом.
Награждён орденами Трудового Красного Знамени и «Дружбы народов», медалями.
Умер в 1984 году в Киеве, похоронен на Байковом кладбище.